# ターゴインパルス水車

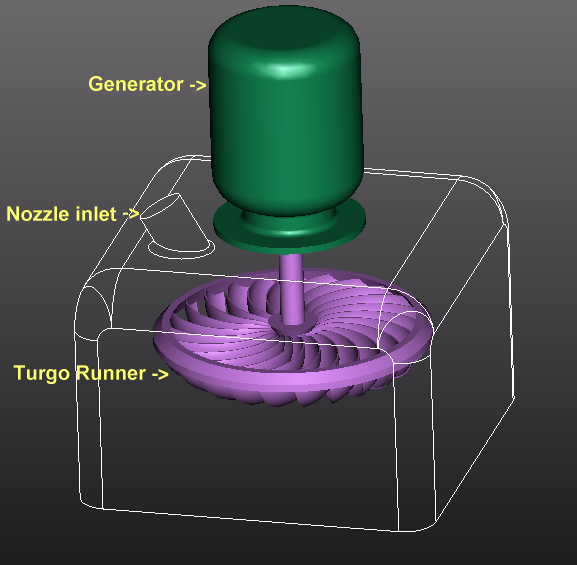
ターゴインパルス水車発電機のイメージ

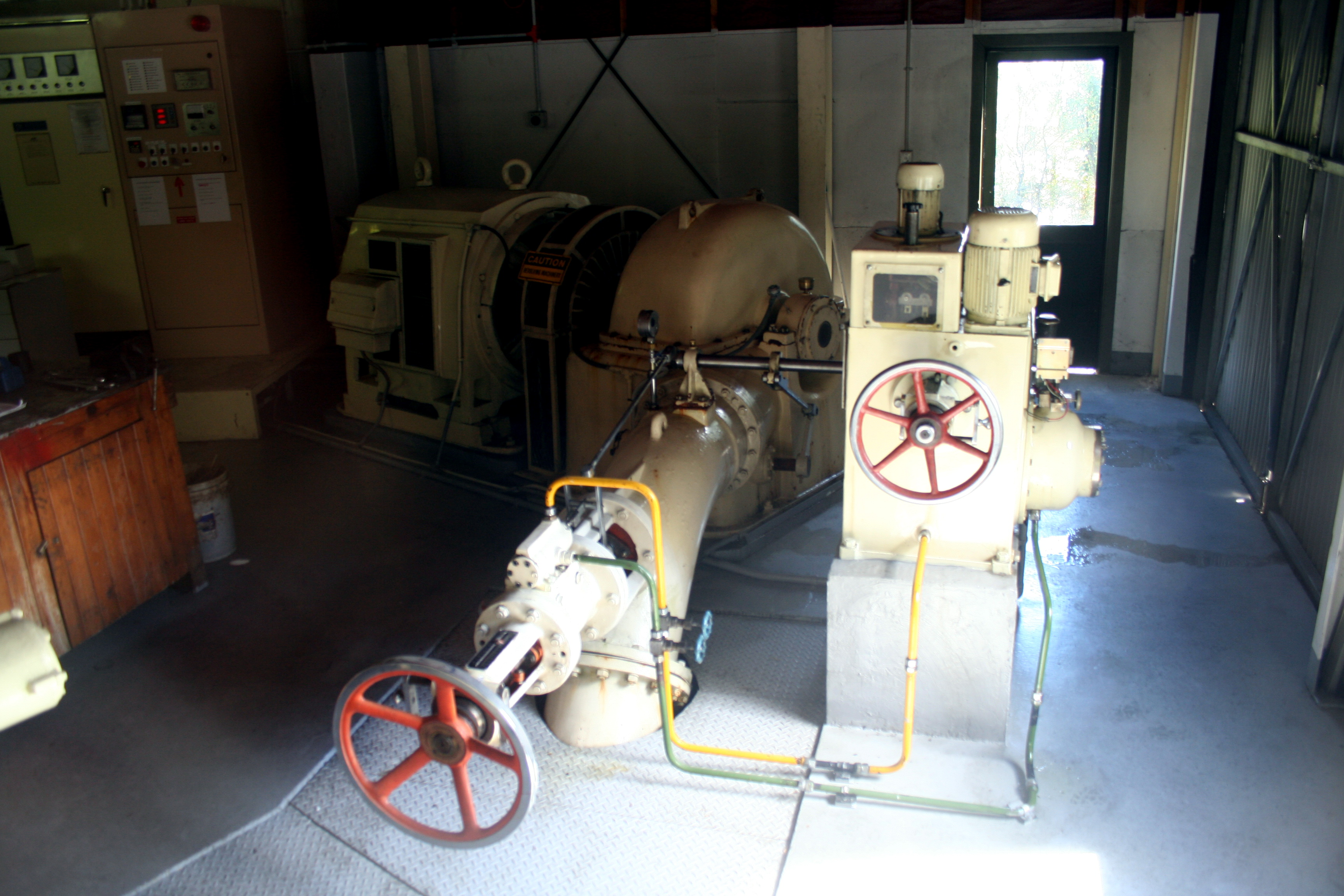
実際のターゴインパルス水車発電機

ターゴインパルス水車（ターゴインパルスすいしゃ、英語: turgo impulse turbine）は、中程度の有効落差向けに設計される衝動水車の一種である。ターゴ水車（英語: turgo turbine）ともいう。
1919年、同じく衝動水車であるペルトン水車に改良を加えたものとしてギルクス (Gilkes) 社が開発した。
設置する箇所の条件によっては、ペルトン水車やフランシス水車よりも有利となる点がある。
1. ターゴインパルス水車はペルトン水車よりも安価である。
2. フランシス水車で必要となる、水車を密閉するような筐体が不要である。
3. 比速度が大きく、ペルトン水車よりも使用水量が大きくても利用できる。

このような利点は水車発電機の設置費用削減に結びつくものである。
ターゴインパルス水車が適用できる有効落差の範囲は、ちょうどペルトン水車やフランシス水車のそれらが重なる部分である。現在ではターゴインパルス水車を採用した大規模な水力発電所が多く存在するが、このほか運用のための費用が小さいことが特に望ましいとされるマイクロ水力発電向けとしても好評である。

## 理論
ターゴインパルス水車は、一種の衝動水車である。流水の運動エネルギーが水車羽根に作用するものであり、その際に圧力エネルギーへと変化する反動水車とは異なる原理である。
水の位置エネルギーは、ノズルで運動エネルギーへと変化する。ノズルより高速度で噴射されるジェット水流は、羽根（バケット）に入射すると向きを反らされ、反対側の面より排出される。この際ランナに加わる衝撃がランナを回転させる力となり、軸を介してエネルギーを取り出すことができる。ランナに作用した後の水には、エネルギーはほとんど残されていない。
ターゴインパルス水車のランナは、ペルトン水車のそれを半分に輪切りにしたものにも見える。比速度はペルトン水車の2倍なので、等しい出力を得るために必要とされるランナ直径はペルトン水車の半分で済む。さらに、ノズルより入射しランナより排出された水が他のバケットに干渉することがないので、ペルトン水車よりも使用水量を大きくとることができる。
ターゴインパルス水車の比速度はペルトン水車とフランシス水車のほぼ中間にある。ジェット水流を噴射するノズルは一本ないしは複数本設けられる。ノズル数の平方根の分だけ、水車の比速度は上昇する。たとえば、ノズルを4本とした場合の比速度は、同じランナでノズル1本とした水車の2倍となる。
ターゴインパルス水車の実際の効率は、運転条件にもよるがおおむね 86 パーセントから 88 パーセントである。研究所や製造工場における性能試験においては、すでに最高 90 パーセントの効率が実現されている。